# رامون ليدون
رامون ليدون مواليد 23 فبراير 1965 في هافانا، هو ملاكم محترف كوبي سابق صنّف ضمن فئة وزن الوسط.

## إحصائيات
خاض خلال مسيرته 15 نزالا، فاز في 13 وتعادل في 1 وخسر في 1. فاز بالضربة القاضية في 10 نزالات.

## روابط خارجية
- رامون ليدون على موقع بوكس ريك (الإنجليزية) (registration required)